# Catedral de Santa Lucía (Colombo)
La Catedral de Santa Lucía es la sede del arzobispo de la Arquidiócesis de Colombo en el país asiático de Sri Lanka. La catedral está situada en Kotahena, en el noreste de Colombo, ocupando 18.240 metros cuadrados de tierra, y está dedicada a Santa Lucía. Sus orígenes se remontan a una pequeña estructura construida para el culto durante la ocupación holandesa.
Llamada en honor de la virgen y mártir Santa Lucía, el edificio es considerado como la catedral más grande y antigua en Sri Lanka. La fachada descansa sobre grandes columnas jónicas y está adornada con siete estatuas. Recortada contra el cielo esta la cruz que corona la cúpula de hormigón, el pináculo de la catedral.